# 郭秉聰
郭秉聪，字子愚，號艮山。山西襄垣县人，上林苑籍，明朝政治人物。

## 生平
正德十四年（1519年）己卯科順天鄉試舉人。嘉靖五年（1526年）丙戌科進士，授工部主事，升员外郎、郎中，官至通政司右通政。